# Christopher Sandford
Christopher Sandford (* 1. Juli 1956) ist ein britischer Musikjournalist. Er ist vor allem für seine Biografien bekannter Musiker und Sportler bekannt.

## Leben
Sandford arbeitete als freischaffender Journalist für den Evening Standard, The Times, den Daily Telegraph und die Daily Mail sowie die Musikzeitschrift Rolling Stone. Daneben veröffentlichte er diverse Bücher. Darunter finden sich Biografien u. a. über die Musiker David Bowie, Eric Clapton, Mick Jagger, Bruce Springsteen, Kurt Cobain, Sting, den Regisseur Roman Polański sowie die englischen Cricket-Spieler Tom Graveney, Imran Khan und Godfrey Evans. 2012 veröffentlichte er eine Biografie der Rolling Stones anlässlich des fünfzigjährigen Bestehens der Band.